# Kazimierz Wolny-Zmorzyński
Kazimierz Wolny-Zmorzyński (ur. 7 sierpnia 1957 roku w Kielcach) – polski medioznawca i literaturoznawca, profesor związany z Uniwersytetem Jagiellońskim, Uniwersytetem Warszawskim, Uniwersytetem Wrocławskim, Uniwersytetem Rzeszowskim,  Uniwersytetem Komisji Edukacji Narodowej w Krakowie. Od października 2012 r. profesor tytularny. Od 2018 r. profesor zwyczajny.

## Życiorys
Urodzony w rodzinie nauczycieli akademickich.  Jego matką jest Helena Wolny, a prapradziadkiem Józef Wolny.
Absolwent I Liceum Ogólnokształcącego im. Stefana Żeromskiego w Kielcach (1976), absolwent filologii polskiej Uniwersytetu Jagiellońskiego w Krakowie (studia indywidualne pod opieką naukową prof. dr Henryka Markiewicza  1976-1980); doktorat w 1988 roku na Wydziale Humanistycznym Uniwersytetu Marii Curie-Skłodowskiej w Lublinie na podstawie dysertacji pt. "O poetyce współczesnego reportażu polskiego 1945-1985"; habilitacja na Wydziale Dziennikarstwa i Nauk Politycznych Uniwersytetu Warszawskiego w 2003 roku na podstawie książki pt. "Wobec świata i mediów. Ryszarda Kapuścińskiego dylematy dziennikarskie, literackie, społeczno polityczne" (1999).

### Kariera zawodowa
1980-1983 – nauczyciel języka niemieckiego w II Liceum Ekonomicznym oraz Młodzieżowym Domu Kultury w Kielcach;
1983-1990 początkowo asystent, następnie adiunkt w Instytucie Filologii Polskiej w Wyższej Szkole Pedagogicznej w Rzeszowie;
1984-1986 – dyrektor Wydawnictwa Wyższej Szkoły Pedagogicznej w Rzeszowie;
1990-1994 roku wykładowca na Wydziale Slawistyki Uniwersytetu Budapeszteńskiego;
1996-2007 dyrektor Studium Dziennikarstwa Uniwersytetu Rzeszowskiego;
1998- 2014 w Instytucie Dziennikarstwa i Komunikacji Społecznej Uniwersytetu Jagiellońskiego (w latach 1999-2001 i 2007-2008 wicedyrektor Instytutu Dziennikarstwa i Komunikacji Społecznej UJ; od 2004 do 2014 kierownik Katedry Genologii Dziennikarskiej i Komunikacji Wizualnej w tymże Instytucie);
1999-2007 - kierownik Zakładu Gatunków Dziennikarskich i profesor Wyższej Szkoły Zarządzania w Rzeszowie (dziennikarstwo i komunikacja społeczna);
2004-2006 - kierownik Zakładu Mediów i Komunikacji Społecznej w Instytucie Politologii Uniwersytetu Rzeszowskiego.
2007-2013 - profesor w Wyższej Szkole Ekonomii i Prawa im. prof. Lipińskiego w Kielcach (dziennikarstwo i komunikacja społeczna).
2009-2012 - profesor w Państwowej Wyższej Szkole Zawodowej im. Witolda Pileckiego w Oświęcimiu.
Od 2008 roku współpracuje z Instytutem Dziennikarstwa i Komunikacji Społecznej Uniwersytetu Wrocławskiego
2014-2017 – kierownik Katedry Fotografii i Genologii Dziennikarskiej na Wydziale Dziennikarstwa i Bibliologii Uniwersytetu Warszawskiego;
2017-2019 – kierownik Katedry Gatunków Medialnych na Wydziale Nauk Społecznych Uniwersytetu Papieskiego Jana Pawła II w Krakowie;
Od 2019- wykładowca w Instytucie Dziennikarstwa i Komunikacji Medialnej Uniwersytetu Śląskiego.
2023-2024 - prodziekan ds. kształcenia i studentów Szkoły Filmowej im. Krzysztofa Kieślowskiego Uniwersytetu Śląskiego w Katowicach
Ponadto:
1984-2000 roku tłumacz przysięgły języka niemieckiego przy Sądzie Wojewódzkim w Rzeszowie;
1994-1996 – recenzent i felietonista "Gazety Wyborczej" oddział w Rzeszowie („Lektury Gazety” i „Codzienność”;
od 2001 - wiceprezes, a od 2022 prezes Towarzystwa Studiów Dziennikarskich;
od 2002- członek Komisji Prasoznawczej Polskiej Akademii Nauk o. w Krakowie;
2002-2004 felietonista "Gazety Krakowskiej" („O Krakowie w mediach”);
2006-2017 przewodniczący Kapituły Nagrody Tygodnika "ANGORA";
2007 - członek założyciel i członek Zarządu (2007-2011) Polskiego Towarzystwa Komunikacji Społecznej;
2004-2010 pomysłodawca i organizator "Piwnicy Medialnej" w "Piwnicy pod Baranami" oraz "Salonu Medialnego" w Klubie Dziennikarza "Pod Gruszką" w Krakowie;
od 2008 - ekspert Państwowej Komisji Akredytacyjnej oraz Uniwersyteckiej Komisji Akredytacyjnej;
od 2012 - redaktor naczelny kwartalnika Naukowy Przegląd Dziennikarski;
2012 - 2023-  dyrektor Międzynarodowego Instytutu Badań nad Reportażem;
od 2016 – pomysłodawca i kierownik Kliniki Dziennikarstwa na Uniwersytecie Wrocławskim;
2018 - członek założyciel Komisji Medioznawczej Polskiej Akademii Umiejętności (2018-2022 wiceprezes);;
2019-2023, 2024-2028 - członek Rady Doskonałości Naukowej;
2022-2024 – członek Rady Narodowego Programu Rozwoju Humanistyki przy Ministrze Edukacji i Nauki;
2025 (maj - czerwiec) - stypendysta w Instytucie Publicystyki i Komunikacji Społecznej Uniwersytetu Wiedeńskiego.

## Dorobek
Twórca polskiej genologii dziennikarskiej, autor (wraz z prof. Andrzejem Kaliszewskim) systematyki gatunków dziennikarskich jak również samodzielnie: systematyki reportażu, twórca genoteologii reportażu systematyki fotograficznych gatunków dziennikarskich, modelu odbiorcy fotografii dziennikarskiej, oraz metody oceny i wartościowania fotograficznych gatunków dziennikarskich.

### Teoria dziennikarstwa
- O poetyce współczesnego reportażu polskiego 1945-1985 (1991)
- Sztuka reportażu Melchiora Wańkowicza (1991)
- Teoria literatury. Zarys problematyki (1991, 1995, 1997, 2000, 2005, 2015, 2018)
- Z teorii prozy narracyjnej i reportażu (1992)
- Wańkowicz o Monte Cassino (1994)
- Reportaże wojenne Melchiora Wańkowicza 1939-1945 (1995)
- Reportaż – jak go napisać? (1996; 2004)
- O twórczości Ryszarda Kapuścińskiego. Próba interpretacji (1998)
- Wobec świata i mediów. Ryszarda Kapuścińskiego dylematy dziennikarskie, literackie, społeczno-polityczne (1999)
- Wokół twórczości Melchiora Wańkowicza. W stronę dziennikarstwa, socjologii, polityki oraz krytyki literackiej (1999)
- Ryszard Kapuściński w labiryncie współczesności (2004)
- Gatunki dziennikarskie. Teoria, praktyka, język (2006) (2019) – współautorstwo z Wojciechem Furmanem i Andrzejem Kaliszewskim
- "Fotograficzne gatunki dziennikarskie" (2007)
- Źródła informacji dla dziennikarza (2008) – współautorstwo z Wojciechem Furmanem, Andrzejem Kaliszewskim i Katarzyną Pokorna-Ignatowicz.
- O wybranych problemach dziennikarstwa: genologia i mistrzowie (2009)
- Jaka informacja? Rzecz o percepcji fotografii dziennikarskiej (2010)
- Fotografia dziennikarska. Teoria-praktyka-prawo (2011)- współautorstwo z Ewą Nowińską, Krzysztofem Groniem, Waldemarem Sosnowskim.
- Prasowe gatunki dziennikarskie  (2014) – współautorstwo z Andrzejem Kaliszewskim, Wojciechem Furmanem i Jerzym Snopkiem.
- Mistrzowie fotografii dziennikarskiej. Ocena i wartościowanie (2015)
- Co jest grane? O cechach dystynktywnych gatunków radiowych i telewizyjnych (2016) – współautorstwo z Andrzejem Kaliszewskim
- Na tropach reportażu i fotografii dziennikarskiej (2018)
- Biblia a korzenie reportażu (2020)
- Reportaż – między tradycją a postmodernizmem (2022)
- Nowe spojrzenie na fotograficzne gatunki dziennikarskie. Teoria. Analiza. Interpretacja (współautorzy Krystyna Doktorowicz, Paweł Płaneta), Toruń 2023.
- Melchior Wańkowicz. Reporter wojenny i obserwator rzeczywistości, Toruń 2025.

### Książki naukowe pod redakcją i współredagowane przez Kazimierza Wolnego-Zmorzyńskiego
- Studia Humanistyczne Towarzystwa Literackiego im. Adama Mickiewicza- tom II pod redakcją Kazimierza Wolnego. Kielce 1991, ss. 312.
- Reportaż - wybór tekstów z teorii gatunku. Wydawnictwo Wyższej Szkoły Pedagogicznej w Rzeszowie. Rzeszów 1992, ss. 162.
- Studia Humanistyczne Towarzystwa Literackiego im. Adama Mickiewicza- tom III pod redakcją Kazimierza Wolnego. Kielce 1992, ss. 345.
- Studia Humanistyczne Towarzystwa Literackiego im. Adma Mickiewicza- tom IV pod redakcją Heleny Wolny i Kazimierza Wolnego. Kielce 1994, ss.271.
- Studia Humanistyczne Towarzystwa Literackiego im. Adama Mickiewicza- tom V pod redakcją Heleny Wolny i Kazimierza Wolnego. Kielce 1995, ss. 242.
- Studia Humanistyczne Towarzystwa Literackiego im. Adama Mickiewicza- tom VI pod redakcją Heleny Wolny i Kazimierza Wolnego. Tom VI. Kielce 1996, ss. 164.
- Studia Humanistyczne Towarzystwa Literackiego im. Adama Mickiewicza- tom VII pod redakcją Heleny Wolny i Kazimierza Wolnego. Kielce 1996, ss.115.
- Studia Humanistyczne Towarzystwa Literackiego im. Adama Mickiewicza- tom VIII pod redakcją Heleny Wolny i Kazimierza Wolnego. Kielce 1997, ss.178.
- Media regionalne i lokalne a demokracja na szczeblu lokalnym- pod redakcją Wojciecha Furmana i Kazimierza Wolnego. Rzeszów 1998, ss.166.
- Poetyka i pragmatyka gatunków dziennikarskich- pod redakcją Wojciecha Furmana i Kazimierza Wolnego-Zmorzyńskiego. Rzeszów 1999, ss. 199.
- W kręgu euroregionów. Rola mediów w komunikowaniu międzykulturowym na przykładzie Euroregionu Karpaty- pod redakcją Wojciecha Furmana i Kazimierza Wolnego-Zmorzyńskiego. Rzeszów 2000, ss. 254.
- Media regionalne a idea i praktyka integracji europejskiej- pod redakcją Wojciecha Furmana i Kazimierza Wolnego-Zmorzyńskiego.  Kraków-Rzeszów 2001, s.260.
- Mistrzowie reportażu. Antologia tekstów- wstęp i opracowanie Kazimierz Wolny-Zmorzyński.Rzeszów 2001, s. 235.
- Państwa Europy środkowowschodniej w drodze do Unii Europejskiej. Rola mediów- pod redakcją Teresy Sasinskiej-Klas, Wojciecha Furmana i Kazimierza Wolnego-Zmorzyńskiego. Rzeszów 2002, s.260.
- W drodze do Unii Europejskiej. Gospodarka, Kultura, Media- pod redakcją Krzysztofa Kaszuby, Teresy Sasińskiej-Klas i Kazimierza Wolnego-Zmorzyńskiego.Kraków-Rzeszów 2004, ss. 260.
- Reportaż a przemiany społeczne po 1989 roku- pod redakcją Kazimierza Wolnego-Zmorzyńskiego i Wojciecha Furmana. Kraków-Rzeszów 2005, ss. 247.
- Między odpowiedzialnością a sensacją. Dziennikarstwo na przełomie wieków- pod redakcją Kazimierza Wolnego-Zmorzyńskiego, Marty Wrońskiej, Wojciecha Furmana. Kraków-Rzeszów 2006, ss. 344.
- Słownik terminów medialnych- pod redakcją Walerego Pisarka, Kazimierza Wolnego-Zmorzyńskiego, Zbigniewa Bauera, Edwarda Chudzińskiego. Kraków 2006, ss. 250.
- Regionalne i lokalne środki masowego przekazu. Kontekst międzynarodowy i krajowy- pod redakcją Janusza Adamowskiego i Kazimierza Wolnego-Zmorzyńskiego. Warszawa 2007, ss.261.
- Ryszard Kapuściński. Portret dziennikarza i myśliciela- pod redakcją Kazimierza Wolnego-Zmorzyńskiego, Wiesławy Piątkowskiej-Stepaniak, Wojciecha Furmana. Opole 2008, ss. 326.
- Media regionalne i lokalne. Sukcesy i porażki- pod redakcją Janusza Adamowskiego, Kazimierza Wolnego-Zmorzyńskiego i Wojciecha Furmana. Kielce 2008, ss. 267.
- Internetowe gatunki dziennikarskie- pod redakcją Kazimierza Wolnego-Zmorzyńskiego i Wojciecha Furmana. Warszawa 2010, ss. 270.
- Demokratyczne przemiany polskich mediów w latach 1989-2009- pod redakcją Kazimierza Wolnego-Zmorzyńskiego, Wojciecha Furmana, Joanny Marszałek-Kawy. Toruń 2010, ss. 195.
- Prawo, etyka czy rynek? Zmiany w polskich mediach po 1989 roku- pod redakcją Kazimierza Wolnego-Zmorzyńskiego, Wojciecha Furmana, Joanny Marszałek-Kawy. Toruń 2010, ss. 226.
- Radio i gazety. Transformacja polskich mediów regionalnych po 1989 roku- pod redakcją Kazimierza Wolnego-Zmorzyńskiego, Wojciecha Furmana, Joanny Marszałek-Kawy. Toruń 2010, ss. 226.
- Ludzie polskich mediów. Celebryci a redaktorzy- pod redakcją Kazimierza Wolnego-Zmorzyńskiego, Wojciecha Furmana, Joanny Marszałek-Kawy. Toruń 2010, ss. 133.
- Dziennikarstwo a literatura w XX i XXI wieku- pod redakcją Kazimierza Wolnego-Zmorzyńskiego, Wojciecha Furmana i Jerzego Snopka. Warszawa 2011, ss.240.
- Mistrzowie literatury czy dziennikarstwa?- pod redakcją Kazimierza Wolnego-Zmorzyńskiego, Wojciecha Furmana i Jerzego Snopka. Warszawa 2011, ss. 229.
- Korespondent wojenny. Etyka – Historia- Współczesność- pod redakcją Kazimierza Wolnego-Zmorzyńskiego, Jerzego Snopka, Wojciecha Furmana, Katarzyny Bernat. Kielce 2012, ss. 253.
- Komunikacja wizualna w prasie i mediach elektronicznych- pod redakcją Kazimierza Wolnego-Zmorzyńskiego, Wojciecha Furmana, Jerzego Snopka, Krzysztofa Gronia. Warszawa 2013, ss. 221.
- Komunikacja wizualna w reklamie, public relations i w prawie- pod redakcją Kazimierza Wolnego-Zmorzyńskiego, Wojciecha Furmana, Jerzego Snopka, Krzysztofa Gronia. Warszawa 2013, ss. 307.
- Dzienniki regionalne w Polsce- pod redakcją Pawła Kucy, Wojciecha Furmana, Kazimierza Wolnego-Zmorzyńskiego. Rzeszów 2014, ss. 256.
- O współczesnym dziennikarstwie: sztuka i polityka- pod redakcją Kazimierza Wolnego-Zmorzyńskiego, Krzysztofa Kowalika, Katarzyny Bernat, Mateusza Zimnocha. Warszawa-Rzeszów 2015, ss. 105.
- Formy dziennikarstwa: między odpowiedzialnością a sensacją- pod redakcją Kazimierza Wolnego-Zmorzyńskiego, Krzysztofa Kowalika, Katarzyny Bernat, Mateusza Zimnocha. Warszawa-Rzeszów 2015, ss. 120.
- Modele współczesnego dziennikarstwa- pod redakcją Kazimierza Wolnego-Zmorzyńskiego, Pawła Urbaniaka, Katarzyny Bernat. Wrocław 2015, ss. 342.
- Klinika Dziennikarska. Credo- tom I pod redakcją Kazimierza Wolnego-Zmorzyńskiego i Katarzyny Konarskiej. Wrocław 2016, ss. 167.
- Radio regionalne w Polsce- pod redakcją Pawła Kucy, Wojciecha Furmana, Kazimierza Wolnego-Zmorzyńskiego. Rzeszów 2016, ss. 319.
- Klinika Dziennikarstwa – diagnoza- tom II pod redakcją Kazimierza Wolnego-Zmorzyńskiego i Katarzyny Konarskiej. Wrocław 2017, ss. 195.
- Gatunki dziennikarskie w Europie. Wstęp do genologii porównawczej- pod redakcją Kazimierza Wolnego-Zmorzyńskiego, Jędrzeja Morawieckiego, Pawła Urbaniaka. Wrocław 2017, ss. 180.
- Publiczna telewizja regionalna w Polsce- pod redakcją Pawła Kucy, Wojciecha Furmana, Kazimierza Wolnego-Zmorzyńskiego. Rzeszów 2018, ss. 210.
- W poszukiwaniu fundamentów nauk o mediach- pod redakcją Kazimierza Wolnego-Zmorzyńskiego i Arkadiusza Lewickiego.  Wrocław 2019, ss. 157.
- Klinika Dziennikarstwa – profilaktyka i edukacja- tom III pod redakcją Kazimierza Wolnego-Zmorzyńskiego i Katarzyny Konarskiej. Wrocław 2019, ss. 162.
- Rzecznik prasowy policji. Etyka, prawo, praktyka- pod redakcją Kazimierza Wolnego-Zmorzyńskiego. Toruń 2020, ss. 148.
- Od semiotyki do konsumpcjonizmu. O potrzebie wartościowania fotografii- pod redakcją Kazimierza Wolnego-Zmorzyńskiego i Krystyny Doktorowicz. Toruń 2021, ss. 200.
- Klinika Dziennikarstwa - Informacja czy mizeria informacji?- tom IV pod redakcją Kazimierza Wolnego-Zmorzyńskiego, Krystyny Doktorowicz, Katarzyny Konarskiej. Wrocław 2021, ss. 236.
- Gatunki dziennikarskie w erze cyfryzacji- pod redakcją Kazimierza Wolnego-Zmorzyńskiego. Toruń 2021, ss. 220.
- Reportaż - analizy i spostrzeżenia. 110 lat gatunku w Polsce pod redakcją Kazimierza Wolnego-Zmorzyńskiego i Krystyny Doktorowicz. Toruń 2022, ss. 307.
- Klinika Dziennikarstwa - politycy i dziennikarze. Tom V pod redakcją Kazimierza Wolnego-Zmorzyńskiego, Krystyny Doktorowicz, Katarzyny Konarskiej. Wrocław 2023, ss. 172
- Czy to koniec dziennikarstwa jakie znamy? pod redakcją Kazimierza Wolnego-Zmorzyńskiego i Pawła Skrzydlewskiego, Zamość 2023, ss. 190.
- Leksykon terminów medialnych (tom 1-2) pod redakcją Kazimierz Wolnego-Zmorzyńskiego (redaktora naczelnego), Krystyny Doktorowicz, Pawła Płanety (sekretarza), Ryszarda Filasa, Toruń 2024, t. 1 - ss. 518, t. 2- 630;
- Klinika Dziennikarstwa – media publiczne (telewizja) w dobie kryzysu tom VI pod redakcją Kazimierza Wolnego-Zmorzyńskiego, Krystyny Doktorowicz, Katarzyny Konarskiej, Pawła Płanety, Wrocław 2025, ss. 180.

### Powieści obyczajowe
- Zerwana nić (1990)
- Zgrzeszyłem (1990,1997)
- Tylko we dwoje (1992)
- A słowo ciałem się stało (1992)
- Uciec, zapomnieć, znaleźć... (2003) – powieść także emitowana na antenie Polskiego Radia Rzeszów lipiec-sierpień 2003 oraz na antenie Polskiego Radia Pomorza i Kujaw SA (marzec-kwiecień 2020)
- Sekret Sabiny (2020)
- Czas kwarantanny (2020)
- Zgrzeszyłem (2022)[11]

### Miniatury literackie
- Codzienność. Notatki z różnych dni (1996)

### Reportaże
- Chciałem być dziennikarzem (2001)
- Opowieści prawdziwe  (2001)

## Odznaczenia i nagrody
- Odznaczony Złotym Krzyżem Zasługi (nr legitymacji 397-2019-13) przez Prezydenta RP Andrzeja Dudę- 10 września 2019 r.
- Odznaczony Srebrnym Krzyżem Zasługi (numer legitymacji 16-2003-171) przez Prezydenta RP Aleksandra Kwaśniewskiego- 7 marca 2003 r.
- Laureat nagrody Krakowska Książka Miesiąca za "Słownik terminologii medialnej", którego był pomysłodawcą (współredaktorem "Słownika" był także Walery Pisarek)- luty 2007 r.[12]
- Kilkukrotny Laureat Nagrody Rektora Uniwersytetu Jagiellońskiego za pracę naukową i dydaktyczną, w latach 2003, 2006, 2007, 2008, 2009, 2010, 2011, 2012, 2013[13].
- Uhonorowany Statuetką "Perła Uniwersytetu Trzeciego Wieku" dla najlepszego wykładowcy UTW w Chrzanowie z okazji 10-lecia tej instytucji, w 2015 r.
- Otrzymał tytuł "Człowieka Miesiąca Lutego 2014" przyznany przez Towarzystwo Przyjaciół Ziemi Morawickiej.
- Dwukrotnie nagrodzony "Złotym Piórem", Nagrodą Literacką Związku Literatów Polskich Oddział w Rzeszowie, w latach 1994 i 1996.
- Uhonorowany statuetką "Autorytet Naukowy" - w II edycji konkursu "Diamenty Wydziału Nauk Społecznych Uniwersytetu Śląskiego" przyznawaną przez studentów tego Wydziału (19 lipiec 2024).
- Laureat Nagrody Rektora Uniwersytetu Śląskiego za pracę naukową i dydaktyczną za rok 2024;
- Ponownie uhonorowany statuetką "Autorytet Naukowy" - "Perła Wiedzy" w III edycji konkursu "Diamenty Wydziału Nauk Społecznych Uniwersytetu Śląskiego" przyznawaną przez studentów tego Wydziału (10 czerwca 2025) dla najbardziej inspirujących i zaangażowanych wykładowców.[14]